# Aer Lingus Regional
Aer Lingus Regional – irlandzka regionalna linia lotnicza należąca do Aer Lingus. Jej siedziba znajduje się w Dublinie. Głównymi węzłami są Port lotniczy Dublin i Port lotniczy Cork.
Obsługuje połączenia z Irlandii do Wielkiej Brytanii i Francji.

## Flota
Według stanu na maj 2025 flota Aer Lingus Regional składała się z 18 samolotów o średnim wieku 9,9 lat:
| Samolot | Samolot | Samolot   | Liczba miejsc | Liczba miejsc | Uwagi |
| Model   | Aktywne | Zamówione | E             | Łącznie       | Uwagi |
| ------- | ------- | --------- | ------------- | ------------- | ----- |
| ATR 72  | 18      | -         | 70            | 70            |       |
| ATR 72  | 18      | -         | 72            | 72            |       |
| Łącznie | 18      | 0         |               |               |       |